# Brun guldskivlav
Brun guldskivlav (Protoblastenia calva) är en lavart som först beskrevs av Dicks., och fick sitt nu gällande namn av Alexander Zahlbruckner. Brun guldskivlav ingår i släktet Protoblastenia och familjen Psoraceae.  Arten är reproducerande i Sverige. Inga underarter finns listade i Catalogue of Life.